# Telecomunicazione

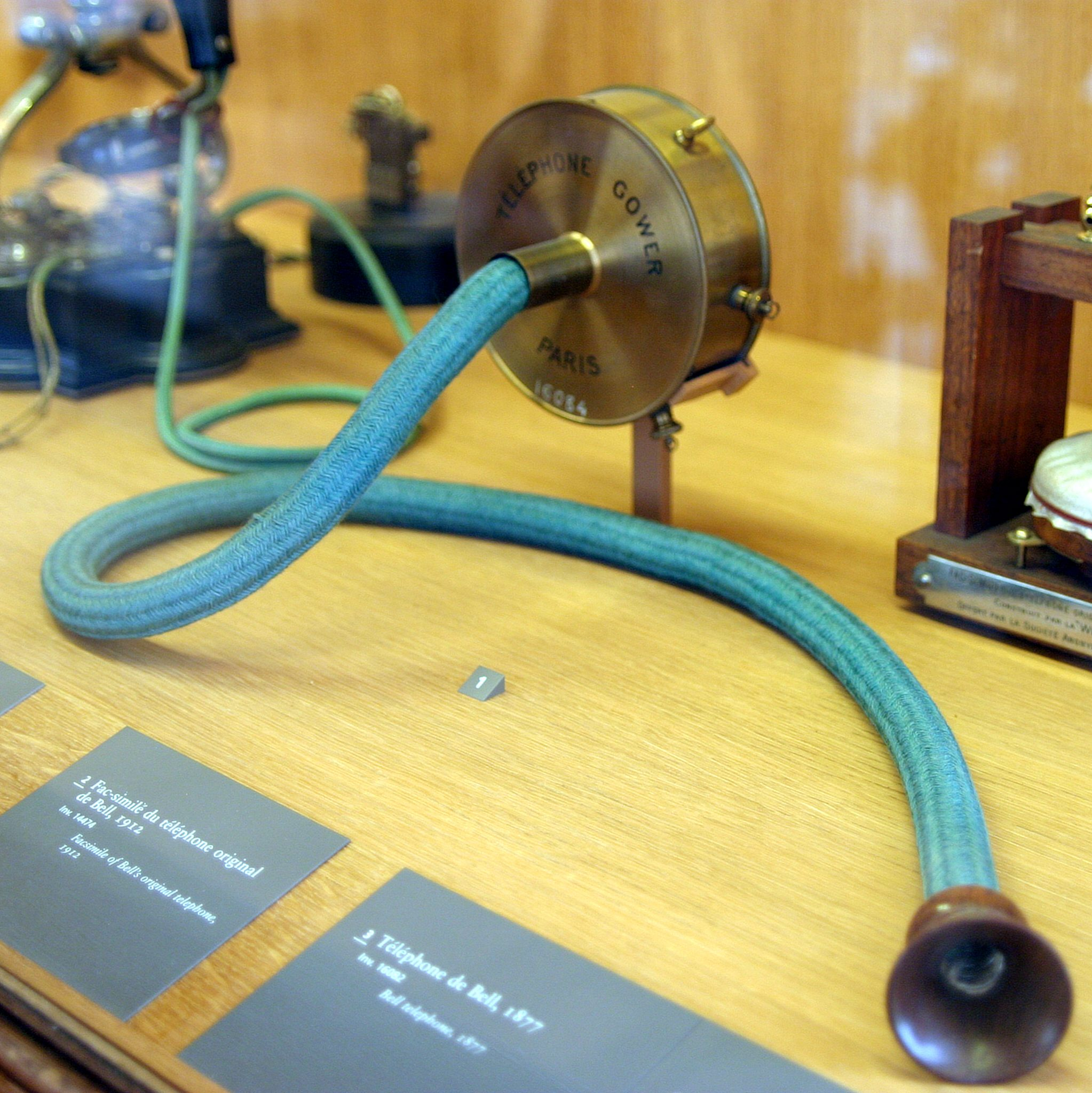
Copia del telefono originale di Alexander Graham Bell al Museo delle Arti e Mestieri a Parigi.

La telecomunicazione (dal greco τήλε, lontano, abbreviazione TLC) è l'attività di trasmissione a lunga distanza di segnali, parole e immagini sotto forma di messaggi tra due o più soggetti, detti mittente e destinatari, mediante dispositivi elettronici (trasmettitore e ricevitore) attraverso un canale fisico di comunicazione. Le vaste applicazioni tecnologiche delle telecomunicazioni sono riconducibili a due gruppi: le tecnologie dell'informazione e le tecnologie dell'informazione e della comunicazione (in acronimo ICT), la cui ampia diffusione nell'attuale società ha dato vita - attraverso mezzi di comunicazione di massa come telefono, radio e televisione - all'attuale società dell'informazione, nonché uno dei settori trainanti della cosiddetta terza rivoluzione industriale.
La parola telecomunicazione fu adattata dalla parola francese télécommunication. È un composto del prefisso greco tele- (τηλε-), che significa "lontano da" e del latino communicare, che significa 'rendere comune', 'avere in comune', 'condividere'.

## Storia

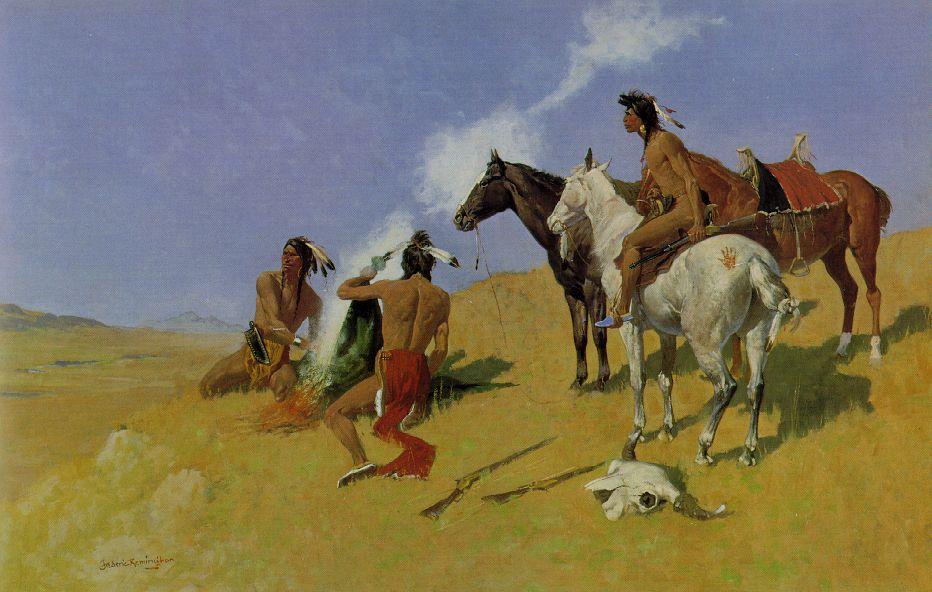
Esempio di segnali di fumo indiani

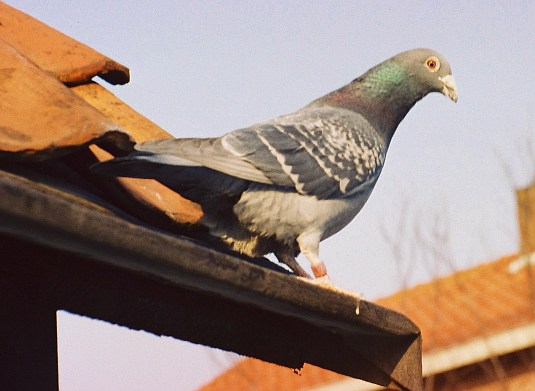
Piccione viaggiatore

### Primi sistemi
Le prime forme di telecomunicazioni includevano i segnali di fumo e i tamburi. I tamburi erano utilizzati dai nativi in Africa, Guinea e Sud America, mentre i segnali di fumo sono stati introdotti dagli indigeni di Nord America e Cina. Contrariamente a quanto si pensa questi sistemi spesso non erano usati solo per segnalare la presenza di un campo, ma anche per scopi diversi. Gli strumenti variarono nel corso del tempo, schematicamente si possono riassumere:
- a breve distanza: suoni di strumenti a fiato (corni) e a percussioni (tamburi, tam-tam);
- a media distanza: segnali di fumo (come quelli dei nativi americani); se a portata ottica: specchi (di giorno), falò, fiaccole (celebre il sistema della Scacchiera di Polibio);
- a lunga distanza: sistemi organizzati di comunicazione ottica / acustica (come le torri semaforiche), corrieri organizzati in rete (come nell'antica Roma: trasportavano lungo le vie consolari messaggi su tavolette di cera, papiro, pergamena);
- a medio-lunghe distanze, in ambito militare e in varie epoche: il piccione viaggiatore.

### Telegrafo e telefono

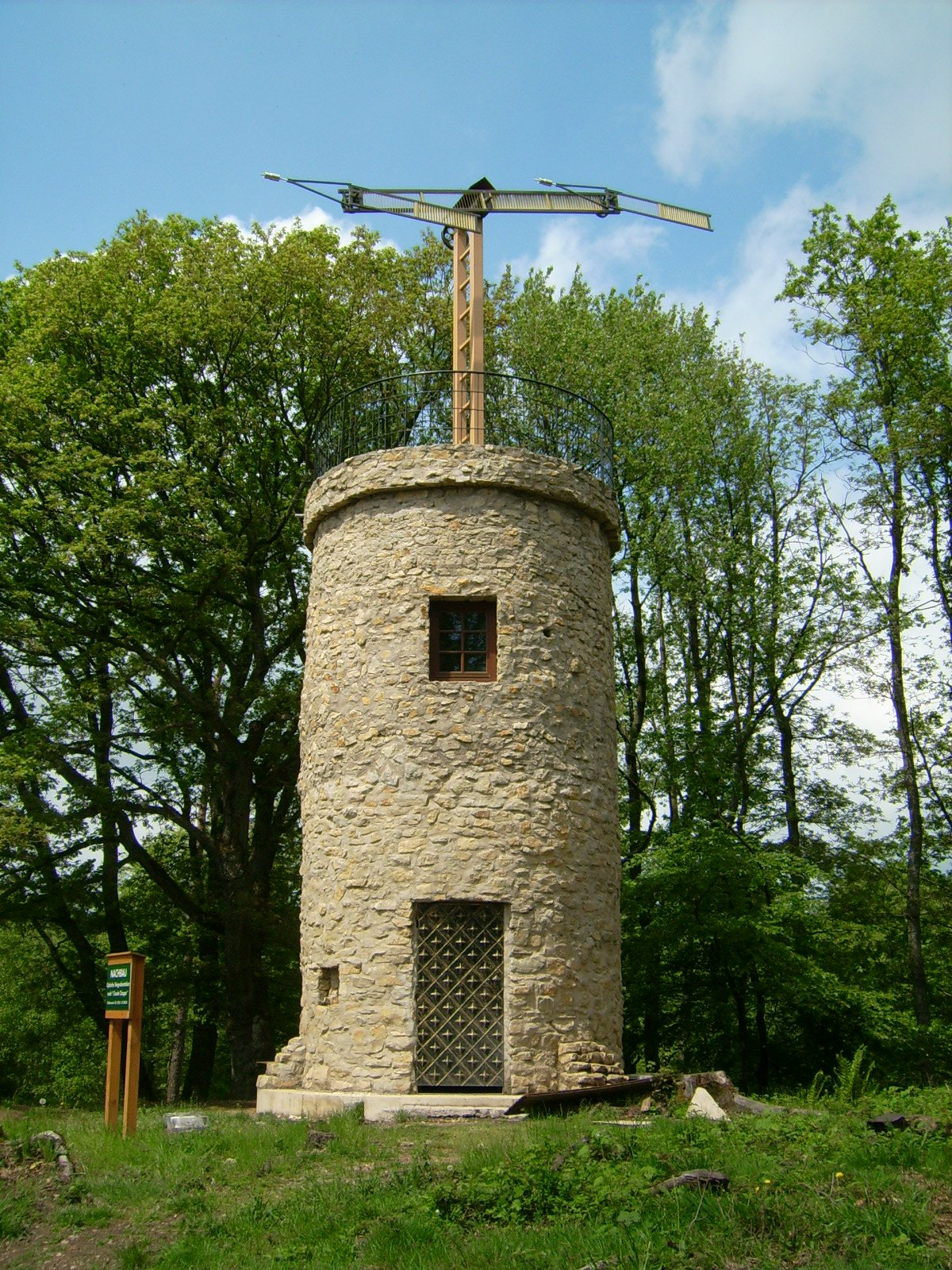
Una replica delle torri telegrafiche di Chappe

Nel 1792 un ingegnere francese, Claude Chappe costruì il primo telegrafo ottico tra Lilla e Parigi. Tuttavia questo sistema di comunicazione necessitava di operatori con competenze molto elevate e costose torri, spesso ad intervalli tra i 10 e i 30 chilometri. Di conseguenza l'ultima linea commerciale venne abbandonata nel 1880. Il primo telegrafo elettrico commerciale fu costruito da Sir Charles Wheatstone e Sir William Fothergill Cooke e aperto il 9 aprile 1839. Sia Wheatstone che Cooke consideravano il loro dispositivo un miglioramento del telegrafo elettromagnetico esistente e non un nuovo dispositivo.
Dall'altra parte dell'Oceano Atlantico, Samuel Morse sviluppò indipendentemente una versione del telegrafo elettrico, dimostrata senza successo il 2 settembre 1837. Poco dopo Morse venne affiancato da Alfred Vail che sviluppò il registro, ossia un terminale per il telegrafo che integrava un dispositivo utile a registrare i messaggi su carta. Questo dispositivo fu dimostrato con successo il 6 gennaio 1838. Il primo cavo sottomarino telegrafico transatlantico fu completato il 27 luglio 1866, consentendo così per la prima volta telecomunicazioni transatlantiche. Grazie alle sue doti di affidabilità e semplicità, il telegrafo è stato, fino ai primi decenni del Novecento, il mezzo di telecomunicazione più diffuso presso gli uffici postali.
Il telefono fu inventato nel 1849 da Antonio Meucci. L'apparecchio da lui ideato fu il primo in grado di trasmettere la voce su una linea elettrica. Nel 1876, Alexander Bell creò in maniera indipendente un dispositivo simile in principio a quello di Meucci ma migliorato in alcuni aspetti. Bell brevettò il suo telefono (a differenza di Meucci che non fu mai in grado di farlo per problemi economici) e diede l'impulso decisivo alla nascita della telefonia. I primi servizi telefonici commerciali furono inaugurati nel 1878 e nel 1879 sui due lati dell'Atlantico, nelle città di New Haven e Londra.

### Radio e televisione

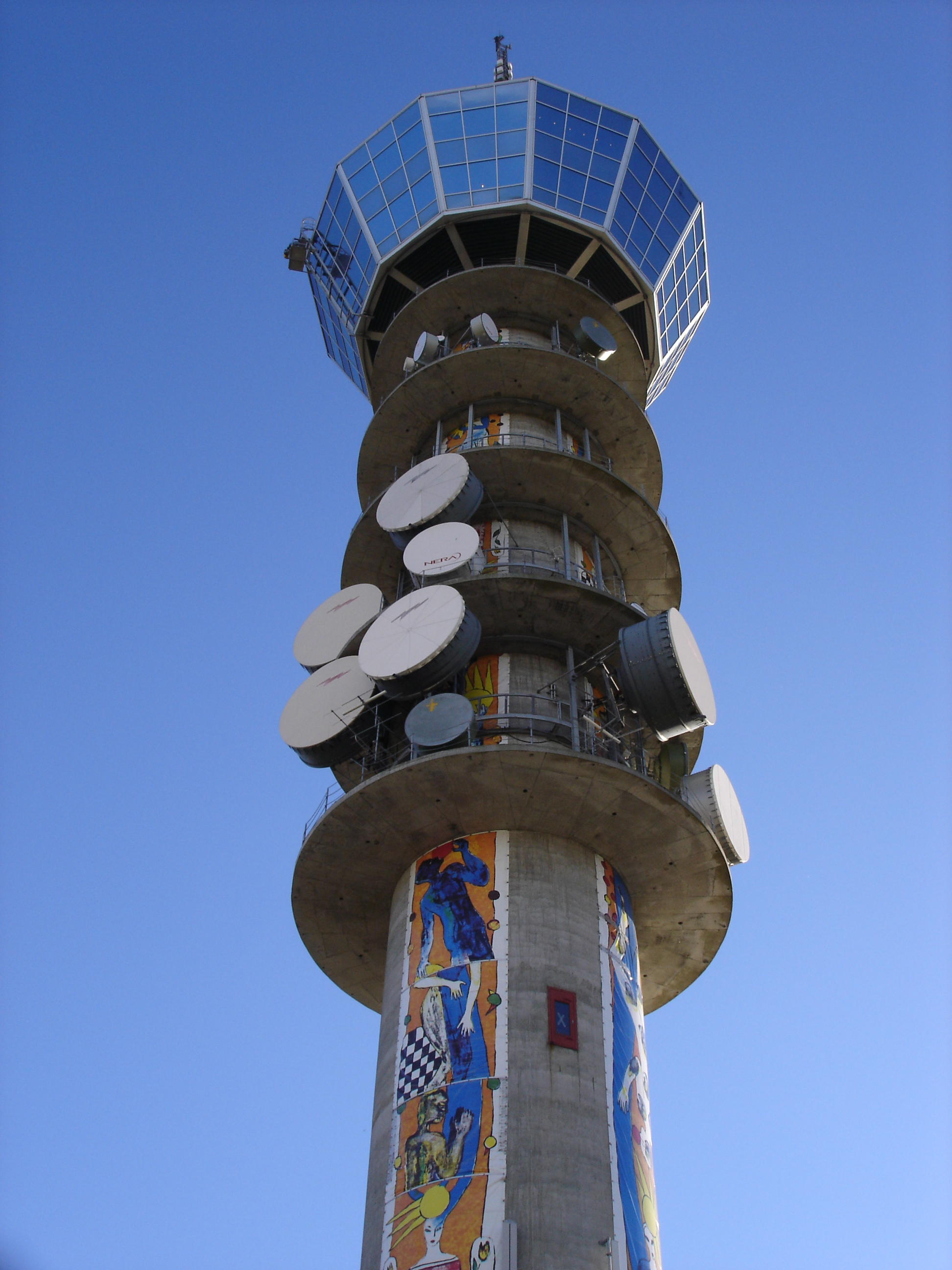
Antenna per radiodiffusione

Nel 1832, James Lindsay diede una dimostrazione in classe della telegrafia senza fili ai suoi studenti. Nel 1854 egli fu in grado di dimostrare una trasmissione attraverso l'estuario del Tay da Dundee a Woodhaven, su una distanza di due miglia, usando l'acqua come mezzo di propagazione. Nel dicembre del 1901, Guglielmo Marconi stabilì una comunicazione senza fili tra St. John's (Canada) e Poldhu (Inghilterra), ottenendo il Premio Nobel per la Fisica nel 1909 (che divise con Karl Ferdinand Braun).
Il 25 marzo del 1925, John Logie Baird per la prima volta dimostrò la trasmissione di immagini in movimento rappresentanti silhouette al centro commerciale londinese Selfridges. L'apparecchio di Baird si basava sul disco di Nipkow e divenne quindi noto come televisione meccanica; tale dispositivo pose le basi per gli esperimenti di trasmissione della BBC (British Broadcasting Corporation), iniziati il 30 settembre, 1929. Tuttavia la gran parte delle televisioni del XX secolo si basa sul tubo catodico inventato da Karl Braun. La prima versione di tale televisione in grado di ottenere risultati promettenti fu prodotta da Philo Farnsworth e dimostrata alla sua famiglia il 20 settembre 1927.

### Reti di computer e Internet

Simbolo della Rete Internet

L'11 settembre 1940, George Stibitz riuscì per la prima volta ad inviare un problema usando la telescrivente al Calcolatore di Numeri Complessi a New York e ricevere il risultato al Dartmouth College in New Hampshire. Questa configurazione, che prevedeva un computer centrale (o mainframe) e terminali remoti privi di capacità di calcolo, rimase popolare per tutti gli anni cinquanta. Tuttavia non fu prima degli anni sessanta che i ricercatori cominciarono ad investigare la commutazione a pacchetto, una tecnologia che consentiva di inviare piccole quantità di dati a diversi computer, senza passare per un mainframe centralizzato. Una rete di quattro nodi venne per la prima volta realizzata e testata il 5 dicembre 1969; questa rete prese in seguito il nome di ARPANET e nel 1981 arrivò a mettere in comunicazione 213 nodi.
Lo sviluppo di ARPANET si basò sul meccanismo delle RFC (Request For Comments, Richiesta di commenti) ed il 7 aprile 1969, fu pubblicata la RFC 1.Questo processo è importante poiché ARPANET in seguito si fuse con altre reti per dare vita ad Internet e numerosi protocolli su cui oggi Internet si basa furono specificati mediante il meccanismo delle RFC. Nel settembre del 1981, la RFC 791 introdusse l'Internet Protocol versione 4 (IPv4) e la RFC 793 introdusse il Transmission Control Protocol (TCP), dando così vita al protocollo TCP/IP su cui poggia la gran parte di Internet.
Tuttavia non tutti gli sviluppi importanti di Internet avvennero tramite le RFC. Due popolari protocolli di livello 2 per reti locali (LAN, Local Area Network) comparvero negli anni settanta. Il 29 ottobre 1974, Olof Soderblom richiese un brevetto per il protocollo token ring; nel luglio 1976, un articolo sul protocollo Ethernet fu pubblicato da Robert Metcalfe e David Boggs per la rivista Communications of the ACM. Questi protocolli sono discussi in maggior dettaglio nella prossima sezione.

### New economy ed economia digitale
Determinante inoltre è l'influsso delle moderne telecomunicazioni e in generale dell'ICT nella nascita e nello sviluppo della cosiddetta New economy e ancor più in generale sull'evoluzione tecnologica e socioeconomica della società moderna, citando ad esempio l'avvento di tre grandi rivoluzioni tecnologiche degli anni successivi al 2000, quali i telefoni cellulari, la rete Internet e il GPS. Le infrastrutture di telecomunicazioni sono diventate dunque una risorsa talmente strategica, e allo stesso tempo critica, all'interno di ciascuno Stato al punto da permetterne lo sviluppo socioeconomico nonché la rispettiva forza economico-politica a livello internazionale fino a richiedere il ricorso a forme specifiche di protezione o sicurezza. Le grandi società o compagnie di telecomunicazioni vengono dette Telco e il settore nel mondo occidentale, come per altri settori industriali, è passato negli anni da forme di monopolio statale alla privatizzazione prima e alla successiva liberalizzazione.

## Generalità

### Fondamenti teorici

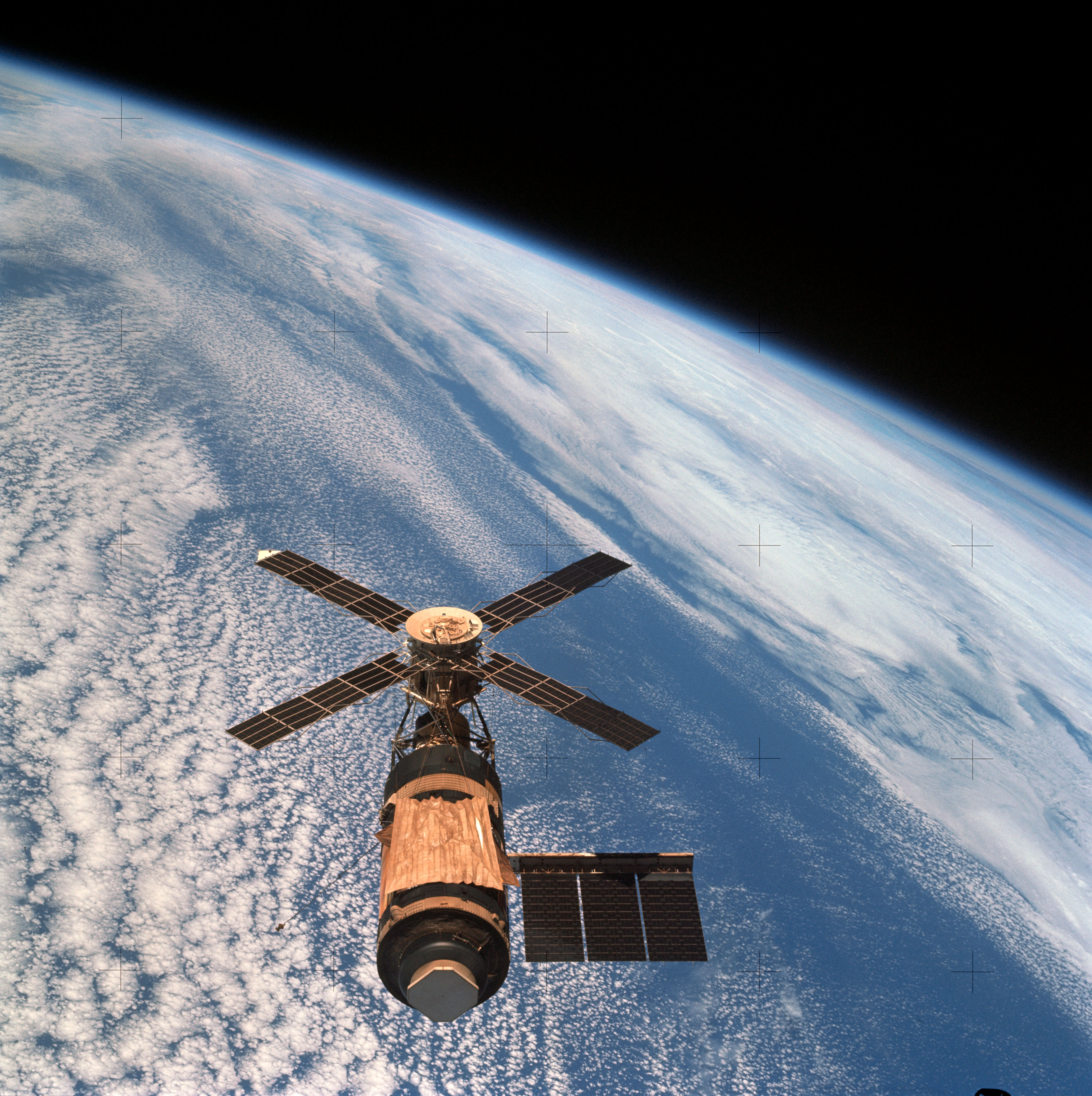
Un satellite per telecomunicazioni in orbita intorno alla Terra

I fondamenti teorici delle moderne telecomunicazioni sono formalizzati dalla teoria dell'informazione e dai suoi successivi sviluppi.

### Classificazione
Le telecomunicazioni offrono fondamentalmente tre tipi di servizio all'utente:
- fonia, cioè trasferimento di dati vocali in una comunicazione in tempo reale tra due o più utenti (ad es.la telefonia) con sorgenti informative tipicamente di tipo CBR (Constant Bit Rate);
- audio-video in tempo reale, (ad es. radio, televisione, videoconferenza) con sorgenti informative tipicamente di tipo VBR (Variable Bit Rate);
- comunicazione dati cioè il trasferimento di dati non vocali, testuali (ad es. telegrafia e trasferimento file) o audio-video non real-time tra due o più destinatari (ad es. streaming in reti di calcolatori) con sorgenti informative tipicamente VBR (Variable Bit Rate).

Dal punto di vista del trasporto dell'informazione sul canale una comunicazione può essere di due tipi, monodirezionale e bidirezionale, in particolare:
- simplex, ovvero monodirezionale (ad es. radiodiffusione e telediffusione).
- duplex, ovvero bidirezionale.
  - half-duplex, bidirezionale, ma solo un utente alla volta (ad es. walkie-talkie).
  - full-duplex, bidirezionale contemporanea tra due utenti (ad es. telefono).

A seconda del numero di utenti destinatari di una trasmissione una comunicazione può essere:
- unicast cioè da un utente ad un altro singolo utente (point to point, es. la telefonata)
- multicast cioè da un mittente a molti destinatari (punto-multipunto, ad es. videoconferenza)
- broadcast cioè inviate a tutti gli utenti abilitati alla ricezione di un certo servizio (punto-tutti, ad es. radio e televisione).

Ciascuna di queste può a sua volta viaggiare a distanza su diversi mezzi trasmissivi che rappresentano a livello fisico il canale di comunicazione, e quindi possono essere:
- cablate le quali si suddividono a loro volta in comunicazioni elettriche e comunicazioni ottiche.
- wireless le quali si suddividono a loro volta in radiocomunicazioni, che a loro volta si suddividono in comunicazioni terrestri, comunicazioni satellitari, Wireless mesh network e comunicazioni ottiche in spazio libero.

In generale tutte queste forme di comunicazione, dal punto di vista informativo, possono essere realizzate attraverso trasmissioni di tipo:
- analogiche:
- digitali;

### Infrastruttura

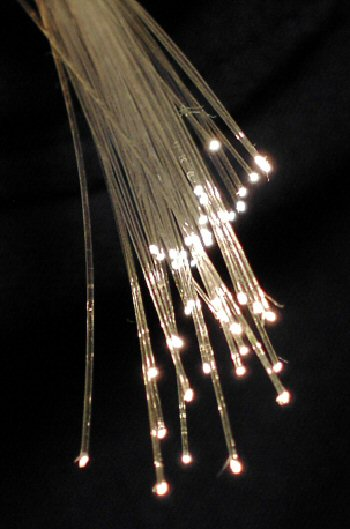
Fascio di fibre ottiche

L'infrastruttura utilizzata per implementare una telecomunicazione tra due utenti è chiamata sistema o impianto di telecomunicazioni mentre le telecomunicazioni tra più di due persone situate in più punti spaziali sono implementate attraverso quella che è chiamata rete di telecomunicazioni.
La progettazione e lo sviluppo di un sistema di telecomunicazioni e di una rete di telecomunicazioni è campo di studio e indagine dell'ingegneria delle telecomunicazioni la quale lavora usualmente ad un livello logico-sistemico astratto occupandosi della progettazione e sviluppo funzionale dei relativi sottosistemi di trasmissione e di ricezione-elaborazione, la cui implementazione fisica ricade in parte nel campo di studio dell'Ingegneria Elettronica attraverso l'ampio uso di conoscenze e tecniche di realizzazione a partire dagli elementi circuitali di base (analogici e digitali) (elettronica per Telecomunicazioni), ed in parte nell'Ingegneria Informatica per quanto riguarda l'implementazione di protocolli di comunicazione sotto forma di software per telecomunicazioni.
I sistemi di telecomunicazioni sono dunque progettati dagli ingegneri delle telecomunicazioni. Cruciale sotto questo punto di vista è la conoscenza della teoria dei segnali, della teoria dell'informazione, e delle tecniche di trasmissione analogiche e digitali. Tra i pionieri in questi campi si ricordano: Antonio Meucci, Elisha Gray, Alexander Graham Bell, Nikola Tesla, Guglielmo Marconi, John Logie Baird, Claude Shannon, Harry Nyquist.

### Diffusione
Oggi le telecomunicazioni sono molto diffuse e strumenti che consentono le comunicazioni a lunga distanza come la radio e la televisione sono comuni in tutto il mondo. Esiste poi anche un vasto insieme di reti che collegano tra loro dispositivi di ricetrasmissione, come le reti televisive e radiofoniche, la rete telefonica, le reti radiomobili cellulari, le reti di computer. Le comunicazioni attraverso Internet, come la posta elettronica o la messaggistica istantanea sono un altro esempio di telecomunicazione. Le telecomunicazioni sono una parte importante dell'economia mondiale e i ricavi dell'industria delle telecomunicazioni ammontano a circa il 3% del prodotto interno lordo (PIL) mondiale.

### Sviluppi recenti
Dagli anni settanta l'utilizzo delle fibre ottiche ha notevolmente aumentato la banda disponibile per le comunicazioni intercontinentali nelle tratte di trasporto delle reti dati, contribuendo a rendere più rapido e ricco l'utilizzo di Internet. Inoltre la televisione digitale ha consentito di ottenere trasmissioni ad alta definizione eliminando molti dei difetti delle trasmissioni analogiche.

### Clientela/Utenza
Ad oggi nelle telecomunicazioni, in ambito commerciale ovvero nella fornitura/fruizione di servizi finali all'utente, si individuano essenzialmente due fasce di mercato, corrispondenti a due diversi tipi di utenti/clienti con varie esigenze:
- clientela business ovvero aziendale, tipicamente a più alta esigenza in termini di qualità di servizio;
- clientela privati (consumer) ovvero tutti i restanti utenti privati;

Le offerte, ovvero tipi di servizi e costi imponibili, dei vari gestori di telecomunicazioni si differenziano a seconda di queste due categorie di utenti.

## Funzionamento
Obiettivo di una comunicazione a distanza tra due o più utenti è il trasferimento di informazione attraverso segnali da un mittente ad un destinatario in maniera tale che il messaggio in ricezione possa essere ricostruito il più possibile fedele al messaggio originario trasmesso dal mittente.
Gli elementi base di un sistema di telecomunicazioni sono:
- un trasmettitore che prende l'informazione e la converte in un segnale da trasmettere;
- un mezzo di trasmissione su cui il segnale è trasmesso e che ne costituisce il canale di comunicazione, cablato o wireless;
- un ricevitore che riceve e converte il segnale in informazione utile;
- un'antenna in trasmissione ed una in ricezione se trattasi di una comunicazione radio su mezzo radio.

A seconda se la trasmissione è di tipo analogica o digitale si aggiungono altri sottosistemi di elaborazione del segnale in trasmissione e in ricezione.
Se si uniscono tra loro più sistemi di telecomunicazioni end to end in un insieme topologicamente connesso si ottiene invece una rete di telecomunicazioni con una tipica architettura di rete a strati o multilivello.

### Trasmettitore e ricevitore

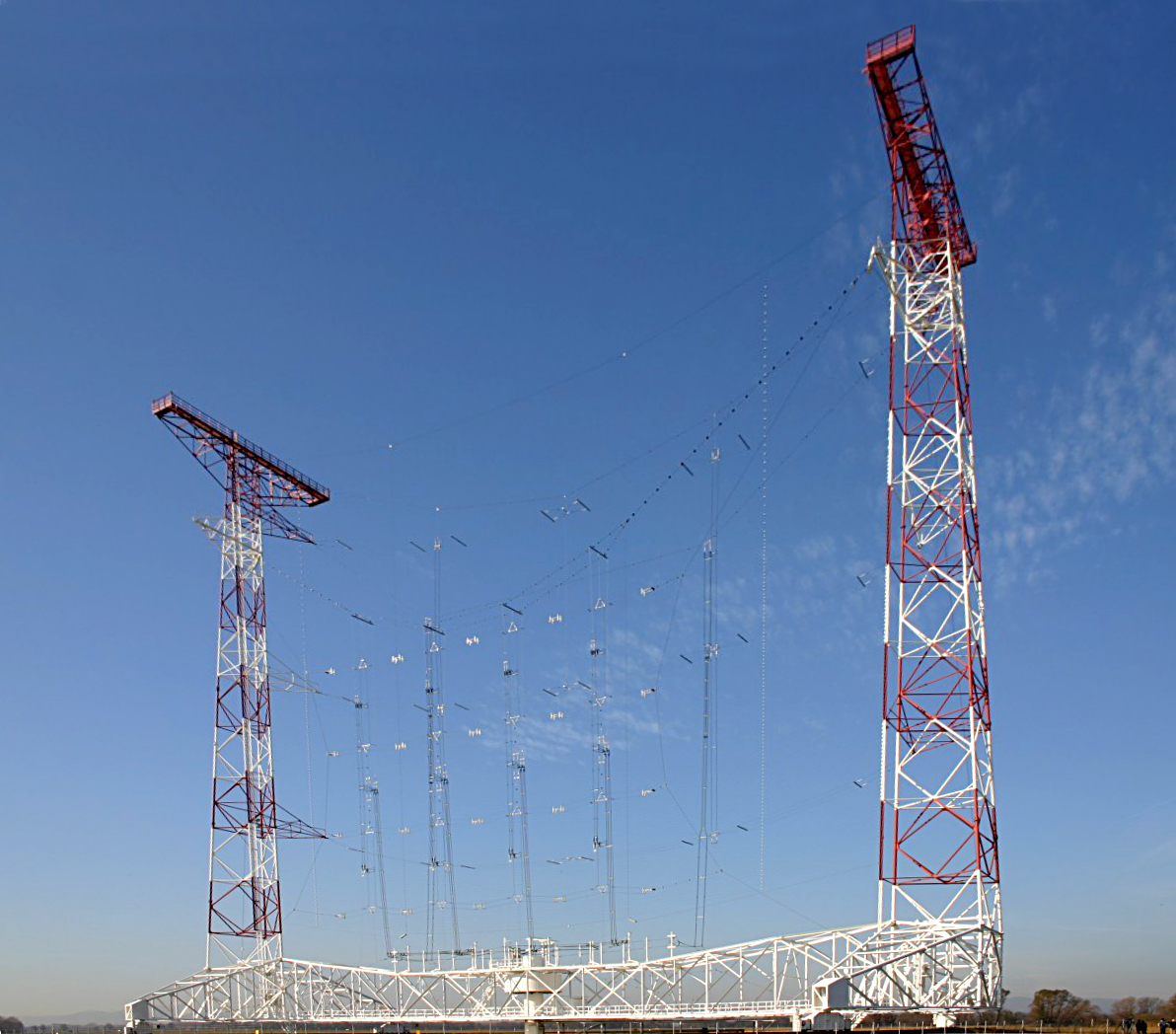
Antenna ad onde corte per radiocomunicazione

Ad esempio, consideriamo un sistema di trasmissione radio. In questo caso l'antenna della stazione è il trasmettitore, la radio è il ricevitore ed il mezzo trasmissivo è lo spazio libero. Spesso i sistemi di telecomunicazione e i canali di trasmissione sono bidirezionali (full-duplex) e i dispositivi che li compongono si comportano sia come trasmettitori che come ricevitori; si dice cioè che sono ricetrasmettitori. Un telefono cellulare è un esempio di ricetrasmettitore. La comunicazione su una linea telefonica è chiamata comunicazione punto-punto, poiché avviene tra un trasmettitore ed un ricevitore, la comunicazione attraverso una stazione radio base è chiamata in generale multicast (da uno a molti), ma più frequentemente broadcast (da uno a tutti, diffusiva) poiché avviene tra un singolo trasmettitore ad alta potenza e numerosi ricevitori.

### Segnali
I segnali sono grandezze fisiche che variano nel tempo e a cui è affidato il trasporto di informazione a distanza sul canale o mezzo trasmissivo; essi possono essere sia analogici che digitali. Un segnale analogico può assumere con continuità qualunque valore e l'informazione viene direttamente impressa su una qualche grandezza caratteristica del segnale (ampiezza, fase, etc.); al contrario in un segnale digitale l'informazione è codificata mediante un insieme di valori discreti che il segnale può assumere (ad esempio '1' e '0').. In particolare sono segnali che trasportano informazione i segnali che variano in maniera aleatoria nel tempo secondo appunto l'informazione da trasmettere.
Tipicamente un segnale informativo generato da un apparato trasmittente è sempre di tipo elettrico, eventualmente successivamente convertito o trasdotto in segnale acustico e trasmesso direttamente in etere (segnale audio) oppure in segnale elettromagnetico (ottico, a microonde o a radiofrequenza) e trasmesso sul mezzo radio o in strutture guidanti. In quest'ultimo caso in ricezione avviene il processo inverso di riconversione in segnale elettrico poi trasdotto in segnale acustico o visivo (segnale audio e/o video) per l'utente finale.

### Canale e mezzo di trasmissione
I dispositivi per le telecomunicazioni convertono diversi tipi di informazione, come suono e immagini in:
- segnali elettrici: sono tipicamente trasportati attraverso un mezzo come il rame o lo spazio libero mediante trasduzione in onde radio o microonde.
- segnali ottici: di solito sono veicolati mediante fibre ottiche, guide d'onda opportunamente progettate, oppure dispositivi wireless ottici.

Quando un segnale raggiunge la destinazione, il dispositivo al terminale di arrivo converte il segnale in un messaggio comprensibile, come il suono in un telefono, immagini su una televisione o parole sullo schermo (monitor) di un computer.
Il canale è l'unità fondamentale utilizzata per far propagare il segnale dal mittente o sorgente al destinatario. Si è soliti suddividere le risorse del mezzo di trasmissione in modo che più flussi di informazione possano propagarsi contemporaneamente senza interferire tra loro (multiplazione). Ad esempio una stazione radio può trasmettere a 96 MHz, mentre un'altra a 95 MHz. In questo caso le risorse del canale sono state divise in frequenza e ciascun canale ha ricevuto una specifica frequenza o banda su cui trasmettere (Frequency Division Multiplexing o FDM). In alternativa sarebbe possibile allocare a ciascuna stazione un intervallo temporale periodico (slot) su cui trasmettere; in questo caso si parla di divisione nel tempo (Time Division Multiplexing o TDM). Esistono poi altri modi di dividere un mezzo in vari canali, ad esempio facendo ricorso al Code Division Multiplexing (CDM).

### Codifica dell'Informazione
Nelle trasmissioni digitali, pur rimanendo il canale di comunicazione di tipo analogico, il segnale sorgente viene convertito in formato digitale e successivamente trattato con elaborazioni particolari quali la codifica di sorgente, la codifica di canale, la codifica crittografica e la codifica di linea prima della riconversione in formato analogico da parte del modulatore numerico per la trasmissione sul canale ad onde continue. In ricezione il ricevitore opererà come al solito in maniera duale ovvero inversa, ricostruendo il segnale digitale tramite una demodulazione numerica per poi applicare una decodifica di canale, una decodifica di sorgente ed una decifratura, fino alla riconversione finale in formato analogico.

### Modulazione

Esempi di modulazione AM e FM a partire dalla portante signal

La tecnica di variare un segnale portante per trasmettere informazione è nota come modulazione. La modulazione è un concetto chiave nelle telecomunicazioni ed è frequentemente usata per imprimere l'informazione associata ad un segnale su un altro. Usata in origine nelle trasmissioni analogiche come modulazione analogica, nel campo delle comunicazioni digitali la modulazione numerica è usata per rappresentare su un segnale analogico un segnale digitale. Esistono diverse tecniche, ad esempio la modulazione di fase (Phase Shift Keying o PSK), o di frequenza (Frequency Shift Keying o FSK). Ad esempio il Bluetooth usa il PSK.
La modulazione tuttavia svolge anche un'altra funzione, ossia quella di aumentare la frequenza di un segnale analogico. Questo si rende spesso necessario poiché un segnale tipicamente non è adatto ad essere trasmesso per lunghe distanze a bassa frequenza. Quindi la sua informazione deve essere impressa su un segnale a frequenza maggiore (noto come portante) prima della trasmissione. Ad esempio nel caso delle trasmissioni radio, il segnale acustico ha una banda di circa 20-25 kHz, ma prima di essere trasmessa l'informazione è modulata su una portante che nel caso dell'FM è dell'ordine di circa 100 MHz.

### Amplificazione, filtraggio, equalizzazione
Al sistema di trasmissione, oltre ai sottosistemi sopra elencati, si aggiungono, specie nelle trasmissioni analogiche, sottosistemi o elementi circuitali deputati a superare l'attenuazione del segnale lungo il canale ovvero gli amplificatori, sistemi deputati alla pulizia del segnale da componenti non desiderate come il rumore introdotto dal canale e dagli apparati di ricetrasmissione oppure alla sintonia ovvero i filtri, convertitori di frequenza ed infine sistemi anti-distorsione del segnale lungo il canale tramite equalizzatori.

### Rumore e interferenza
Un fattore indesiderato nei sistemi di telecomunicazioni è il rumore tipicamente presente nel canale di comunicazione e nei dispositivi elettronici di ricezione ed elaborazione a valle della trasmissione. Tale rumore corrompe il segnale utile spesso sommandovisi in maniera additiva, in grado dunque di alterare il corretto flusso informativo tra mittente e destinatario. Altro fattore di disturbo può essere l'eventuale interferenza dovuta ad altri segnali informativi non utili.

### La rete

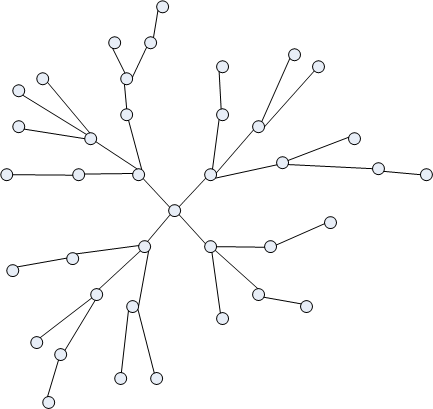
Esempio di una rete di telecomunicazioni formata da interconnessioni tra dispositivi.

Un insieme di più trasmettitori, ricevitori o ricetrasmettitori che comunicano tra loro prende il nome di rete. Questa può essere una rete fissa cablata con terminali fissi oppure una rete mobile con accesso radio da parte di terminali mobili. In questi casi le funzionalità logico/fisiche di trasmissione/ricezione non sono di per sé sufficienti ovvero non sono le uniche funzioni in grado di assicurare il funzionamento della rete nella sua interezza in quanto sono necessarie funzionalità aggiuntive quali ad esempio l'accesso al mezzo di trasmissione condiviso tra più utenti, la commutazione nei nodi di transito ovvero l'indirizzamento/instradamento, l'affidabilità della comunicazione se non precedentemente garantita, e l'interfacciamento con l'utente, il tutto secondo uno schema logico noto come architettura di rete.
In particolare una rete di telecomunicazioni a commutazione di circuito consiste di almeno due terminali interconnessi tramite uno o più nodi intermedi (come ad esempio gli switch) che stabiliscono una connessione punto-punto ricreando un circuito fisico dedicato: è questo il caso della rete telefonica generale. Le reti di telecomunicazioni a commutazione di pacchetto consistono invece di due o più nodi di rete terminali interconnessi tramite nodi intermedi (come ad esempio i router) necessari per convogliare l'informazione verso il giusto destinatario: è questo il caso delle reti dati. Per entrambi i tipi di rete può essere necessario l'utilizzo di uno o più ripetitori per amplificare o rigenerare un segnale quando questo viene trasmesso per lunghe distanze.
L'evoluzione tecnologica ha portato verso la convergenza tra i due tipi di rete dando così vita a una rete multiservizi integrata che impiega un'unica infrastruttura. Questo, unito alla disponibilità di tecnologie di trasmissione ad alta capacità e velocità, ha consentito la forte diffusione dell'ICT e lo sviluppo di attività come la new economy e di nuove applicazioni come l'Internet delle cose.

## Telecomunicazioni in età moderna

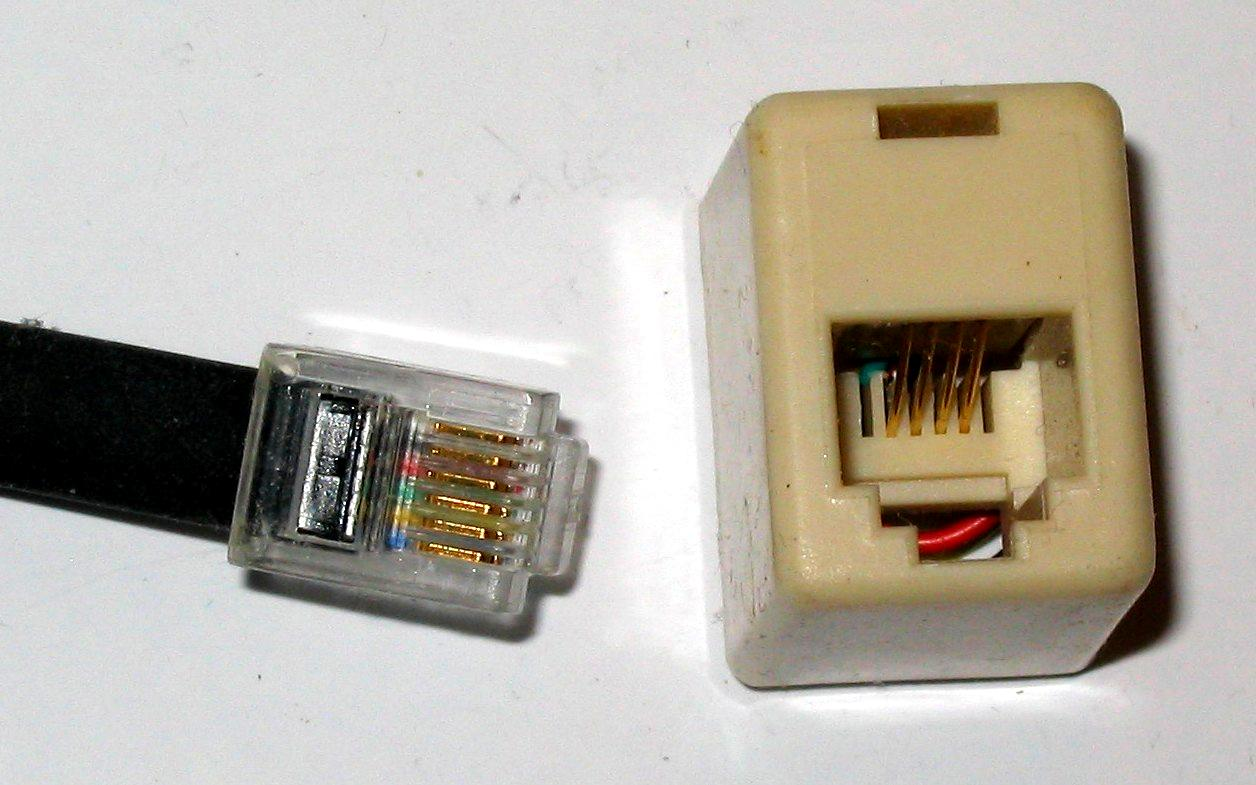
Connettori e prese RJ-11 per doppino telefonico

### Comunicazioni elettriche
Sul fronte delle trasmissioni terrestri cablate le prime a diffondersi e svilupparsi, già a partire con la telefonia fissa, sono le comunicazioni elettriche su cavi in rame (cavo coassiale e doppino telefonico) sia su rete di trasporto sia su rete di accesso, in modalità analogica prima e digitale poi.

### Comunicazioni ottiche
A partire dagli anni settanta del XX secolo cominciano a svilupparsi e diffondersi le comunicazioni ottiche specie in fibra ottica nelle reti cablate in sostituzione delle classiche comunicazioni elettriche su cavi in rame, prima a partire dalla rete di trasporto in sostituzione del cavo coassiale, poi a partire dagli anni 2000 anche sulla rete di accesso (NGAN) in sostituzione del doppino telefonico. I vantaggi principali sono in un'altissima ampiezza di banda e bassissima attenuazione della fibra che aumentano sensibilmente la velocità di trasmissione e al contempo riducono il numero di amplificatori/rigeneratori necessari lungo la tratta.

### Radiocomunicazioni
Ancor prima delle telecomunicazioni via cavo, le radiocomunicazioni hanno permesso l'invenzione della radio e dei sistemi radar, utilizzabili al suolo o in libera atmosfera.
Nella seconda metà del XX secolo hanno inizio le prime telecomunicazioni via satellite appoggiandosi a reti di satelliti per telecomunicazioni in orbita o ponti radio satellitari, inizialmente per collegamenti di telefonia satellitare e in appoggio alla radiodiffusione e telediffusione, e successivamente dagli anni novanta anche per servizi dati, tanto da farle sembrare subito come la soluzione tecnologica ottimale per il futuro delle telecomunicazioni.

### Reti mobili cellulari

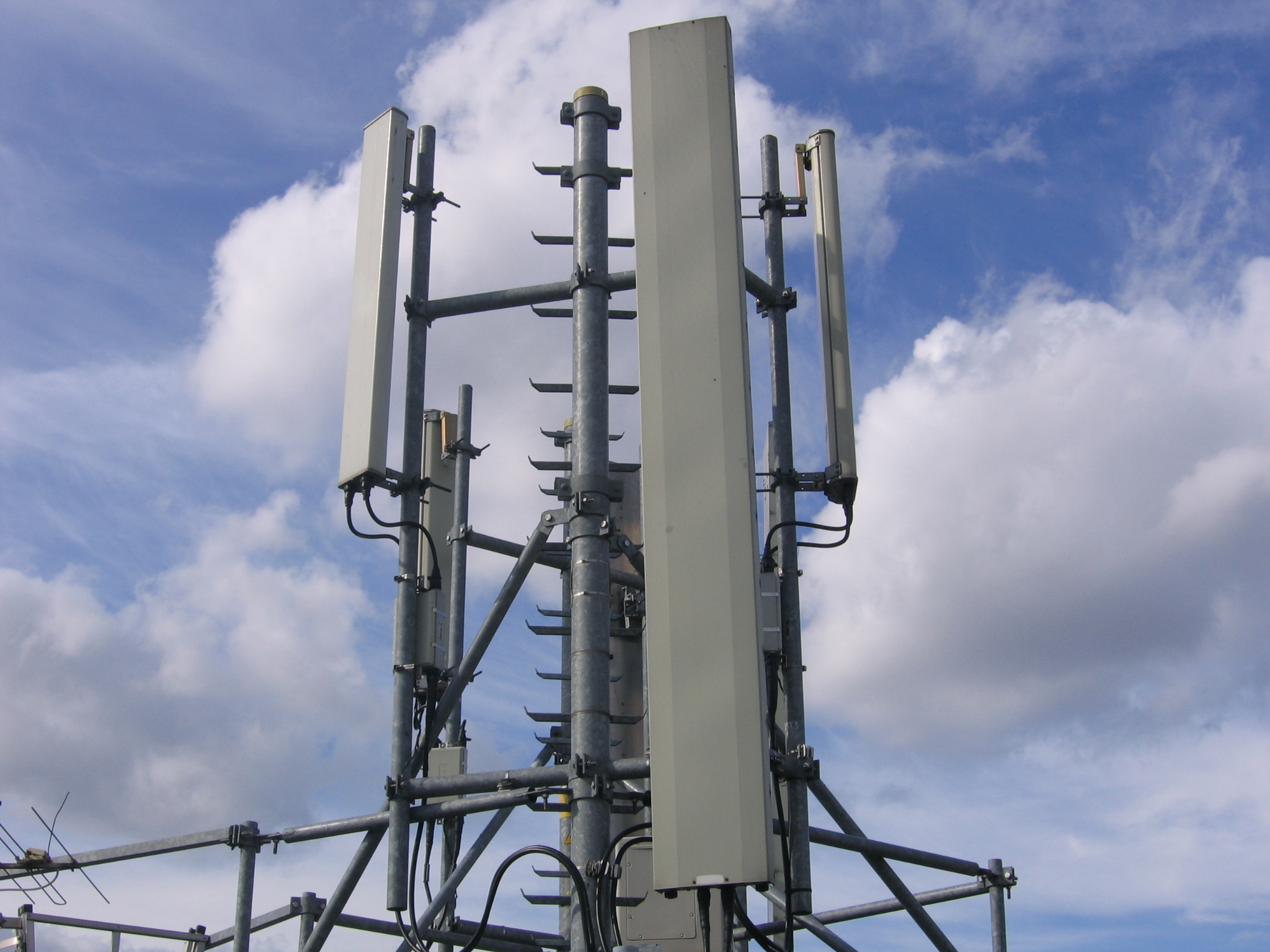
Stazione radio base (BTS) di una rete cellulare GSM

Gli anni ottanta del XX secolo hanno visto la nascita, la diffusione e lo sviluppo delle reti mobili cellulari dove terminali mobili accedono via radiocomunicazione all'interfaccia radio della rete, inizialmente per servizi di telefonia (TACS e GSM) e messaggistica (SMS) e successivamente anche per servizi dati anche multimediali (GPRS, UMTS e LTE) con un traffico in continua crescita, apportando una vera e propria rivoluzione tecnologica e nei costumi della società occidentale prima e mondiale poi.

### Reti locali
Nonostante la crescita di Internet, le caratteristiche delle LAN (Local Area Network, Rete Locale) che misurano al più pochi chilometri, rimangono distinte.
Nella metà degli anni ottanta, sono emersi numerosi protocolli pensati per colmare il vuoto tra il livello data link e quello applicazione della pila OSI. Tra di essi i principali sono AppleTalk, IPX e NetBIOS, con la predominanza di IPX all'inizio degli anni novanta, dovuta in particolare al suo utilizzo in MS-DOS. All'epoca il TCP/IP già esisteva, ma il suo utilizzo era limitato agli enti governativi ed alle grandi aziende. La rapida adozione di Internet tuttavia portò alla nascita di numerose LAN legate alla nuova rete e di conseguenza all'adozione anche nelle LAN dei due principali protocolli Internet. Il passaggio al TCP/IP fu aiutato dall'introduzione di alcune tecnologie, come il DHCP, che consente ai nodi di configurare autonomamente il proprio indirizzo IP; tale funzionalità era infatti standard nelle suite AppleTalk/IPX/NetBIOS.
Tuttavia è a livello datalink che le moderne reti locali differiscono da Internet. Mentre per le reti più grandi i tipici protocolli di livello 2 sono l'ATM e l'MPLS (Multi Protocol Label Switching), per le reti locali sono utilizzati il Token Ring e soprattutto l'Ethernet; i protocolli per le LAN differiscono dai primi poiché sono più semplici (non offrono alcuni servizi come il supporto del QoS) ed offrono meccanismi di prevenzione delle collisioni (ossia evitano o limitano la contemporanea trasmissione di più pacchetti in contemporanea). Entrambe queste differenze consentono di ridurre i costi legati alla creazione della rete. Ad esempio l'assenza di QoS consente di utilizzare router più semplici e nello stesso tempo tale servizio non è strettamente necessario in una rete locale. Inoltre la prevenzione delle collisioni consente a più di due nodi di condividere un mezzo trasmissivo, riducendo i costi.
Nonostante Ethernet e Token Ring abbiano differenti formati di trama (frame), la differenza principale tra i due protocolli sta nel meccanismo di prevenzione delle collisioni. Nel Token Ring un gettone (token) viene fatto circolare tra i nodi e solo il nodo che detiene il gettone può trasmettere. È necessaria quindi la gestione del token in modo che non vada perso o duplicato, tuttavia in questo modo le collisioni sono impossibili. Al contrario nell'Ethernet, tutti i nodi possono comunicare se ritengono che il canale sia libero, ma i nodi devono ascoltare il canale in modo da poter rilevare le collisioni e sospendere la comunicazione per un tempo casuale.
Nonostante la discreta popolarità del Token Ring negli anni ottanta e novanta, con l'avvento del XXI secolo, la maggior parte delle reti locali si basa ormai sullo standard Ethernet. A livello fisico la maggior parte delle implementazioni di Ethernet utilizza cavi in rame (come le diffuse reti 10BASE-T). Alcune implementazioni iniziali usavano invece il cavo coassiale. Alcune implementazioni (specialmente quelle ad alta velocità) usano invece le fibre ottiche. Le fibre si prevede avranno un ruolo fondamentale nel nuovo standard 10 gigabit Ethernet. Quando si utilizzano le fibre ottiche, è necessario distinguere tra la fibre multimodo e le fibre singolo modo, Le prime sono fibre in cui il mezzo trasmissivo è più largo; ne consegue che la produzione è meno costosa ma la banda offerta è minore e l'attenuazione è maggiore.

### Internet

La pila ISO/OSI

Secondo le stime, circa il 15,7% della popolazione mondiale ha accesso ad Internet. La percentuale maggiore si riscontra in Nord America (68,6%), Oceania (52,6%) ed Europa (36,1%). In termini di accesso a banda larga, i paesi in testa alle classifiche sono Islanda (26,7%), Corea del Sud (25,4%) e Paesi Bassi (25,3%).
La natura stessa della comunicazioni tra computer porta ad utilizzare un approccio logico-architetturale a strati, in cui ogni livello protocollare sia largamente indipendente dagli altri. Questo consente di avere protocolli di basso livello che possono essere modificati secondo le proprie esigenze, lasciando inalterati i protocolli di livello superiore, posto che un numero limitato di funzioni sia comunque garantito. Un esempio pratico dell'importanza di questo principio è il fatto che un web browser può connettersi ad Internet utilizzando lo stesso codice, sia che sia connesso tramite una ADSL, che tramite una rete Ethernet o una rete Wi-fi.
Spesso per catalogare un protocollo in termini di basso/alto livello, si fa riferimento alla pila OSI, un modello proposto nel 1983 come primo passo di un percorso utopistico per la creazione di un insieme di protocolli di rete universalmente accettato. Il modello è riprodotto nella figura a destra. È tuttavia importante sottolineare che il modello ISO-OSI, pur non essendosi mai tradotto in un'implementazione pratica, è molto utile per descrivere i moderni protocolli; anche i protocolli sui quali si basa Internet possono essere classificati alla luce di tale modello, anche se di fatto non lo seguono alla lettera.
Nel caso di Internet, il mezzo fisico ed il protocollo di livello datalink (ovvero i primi due livelli della pila OSI) possono variare numerose volte lungo il tragitto che un pacchetto percorre. Nella maggior parte dei casi Internet viaggia su fibre ottiche utilizzando il protocollo di datalink ATM, ma è possibile anche che il traffico Internet viaggi su etere o rame, utilizzando protocolli come Wi-Fi, Ethernet e PPP.
A livello di rete, la standardizzazione aumenta con l'adozione dell'IP (Internet Protocol) per l'indirizzamento logico. Al momento la versione di IP più comunemente utilizzata è la IPv4 ma è in atto il passaggio alla versione IPv6 che aumenta in modo considerevole il numero di indirizzi disponibili (3,40×1038 indirizzi rispetto ai 4,29×109 dell'IPv4) e prevede  nativamente maggiore sicurezza tramite IPsec e miglior gestione della distribuzione del traffico.
A livello di trasporto la maggior parte di applicazioni utilizza il TCP (Transmission Control Protocol) o l'UDP (User Datagram Protocol). Nel caso del TCP, i pacchetti che vengano persi durante la trasmissione vengono rispediti e riordinati, prima di essere presentati ai livelli superiori; in questo modo è anche possibile eliminare gli eventuali pacchetti duplicati. Al contrario nel caso dell'UDP i pacchetti non vengono riordinati e nel caso di perdite non sono ritrasmessi. Sia i pacchetti TCP che UDP trasportano il numero di porta per specificare a quale applicazione o a quale processo il pacchetto debba essere indirizzato. Poiché taluni protocolli di livello applicazione utilizzano porte standard, è possibile per gli amministratori di rete limitare o favorire il flusso di traffico verso specifiche porte tramite appositi filtri.
Al di sopra del livello di trasporto, esistono diversi protocolli che sono difficili da catalogare nel livello di sessione o presentazione, ma che sono largamente diffusi come il Transport Layer Security (TLS) anche noto come (SSL). Questi protocolli assicurano che i dati in transito sulla rete rimangono completamente riservati. Tali protocolli utilizzano la crittografia asimmetrica per scambiarsi una chiave comune e successivamente proteggono i dati mediante crittografia simmetrica. Un altro protocollo di difficile posizionamento nella pila OSI è il Real-time Transport Protocol (RTP), utilizzato principalmente per il trasporto di audio o video in streaming. Infine a livello di applicazione, esistono numerosi protocolli che dovrebbero risultare familiari agli utenti Internet, ossia l'HTTP per la navigazione, il POP3 per la posta elettronica, l'FTP per il trasferimento di dati, e SIP per la tele e la video conferenza.

### Sistemi di radiolocalizzazione e navigazione

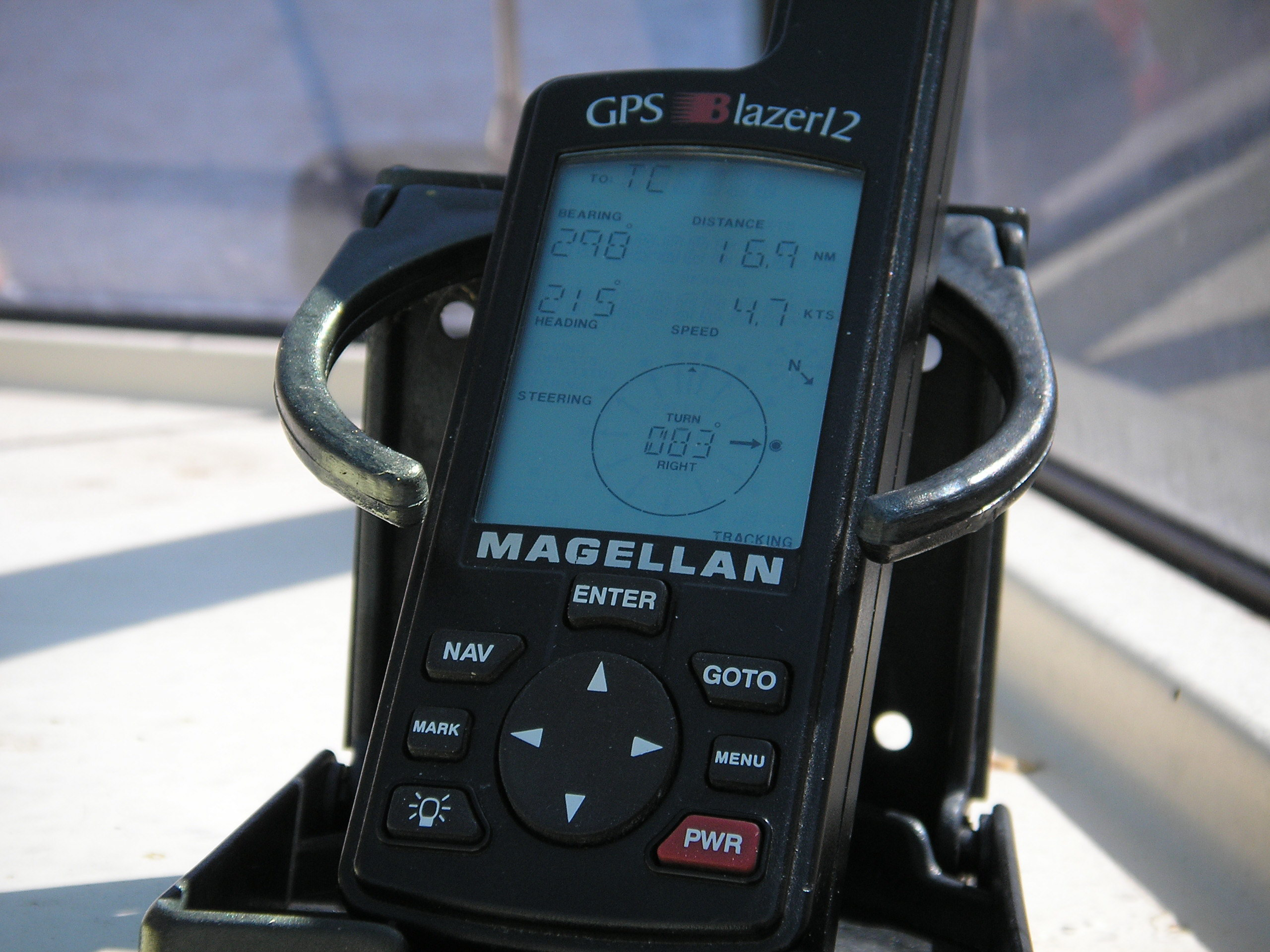
Ricevitore sistema GPS

A partire dagli anni novanta sono stati aperti all'uso pubblico i sistemi di posizionamento e navigazione satellitare che appoggiandosi a reti satellitari dedicate consentono a radioricevitori al suolo la loro localizzazione in termini di coordinate geografiche e la conseguente navigazione su mappe geografiche in memoria (navigatori satellitari). Questi sistemi, seguendo l'evoluzione della telefonia mobile, sono diventati parti integranti anche della rete mobile stessa. Inoltre, questi sistemi si integrano in generale con le reti di telecomunicazione anche come sorgenti ad elevata precisione per la distribuzione del sincronismo e di data e ora.

### Digitalizzazione (radio, televisione e telefonia mobile)
L'industria dei media sta affrontando un importante punto di svolta nella sua evoluzione, ossia il passaggio dalla trasmissione analogica a quella digitale, già ottenuta nel caso delle reti cellulari. Il vantaggio principale dell'utilizzo di trasmissioni digitali sta ancora una volta nella intrinseca robustezza al rumore del digitale. In altre parole il digitale consente di evitare i tipici effetti del rumore, come ad esempio il ghosting delle immagini video o il fruscio della voce nelle radio. Questo poiché i segnali digitali sono semplici cifre binarie e quindi piccole variazioni dovute al rumore sono filtrate dalla decisione a soglia al ricevitore. per fare un semplice esempio, se il messaggio binario 1011 viene trasmesso mediante un segnale con ampiezza [1 0 1 1] e viene ricevuto come un segnale con ampiezza [1,1 0,2 1,1 0,8], la sequenza decisa sarà quella corretta, ossia 1011. Se il rumore è molto elevato tuttavia anche questa strategia fallisce. In questo caso è possibile utilizzare dei codici FEC (Forward Error Correction) in grado di correggere uno o più errori consecutivi dovuti al rumore.
Nella trasmissione televisiva digitale esistono tre diversi standard in competizione, ognuno dei quali utilizza lo standard MPEG-2 per la codifica video: l'ATSC, che utilizza il Dolby Digital AC-3 per la compressione audio ed una modulazione di ampiezza a banda vestigiale 8VSB; il DVB usa tipicamente l'MPEG-1 per l'audio ma non ha uno standard, mentre per la modulazione ricorre all'OFDM (Orthogonal Frequency-Division Multiplexing); infine l'ISDB, in cui la modulazione è ancora OFDM e come formato di compressione audio si fa uso dell'MPEG-2.
Nella trasmissione di audio digitale, gli standard sono molto più unificati. Quasi tutti i paesi utilizzano lo standard Digital Audio Broadcasting (DAB, noto anche come standard Eureka 147). L'unica eccezione sono gli Stati Uniti, che hanno deciso di adottare l'HD Radio. Il vantaggio di quest'ultimo standard sta nel fatto che la tecnica di modulazione impiegata consente di modulare il segnale sulle esistenti trasmissioni analogiche (AM ed FM), evitando così la necessità di allocare nuove bande per le trasmissioni digitali. Nonostante i nomi diversi, entrambi gli standard si basano sulla modulazione OFDM. Per quanto riguarda la compressione audio, il DAB come il DVB utilizza l'MPEG-1, mentre l'HD Radio usa l'High-Definition Coding.
Tuttavia, nonostante l'imminente passaggio al digitale, i ricevitori analogici rimangono molto diffusi. La TV analogica è praticamente ancora trasmessa in tutte le nazioni (gli Stati Uniti prevedono il passaggio nel febbraio del 2009). Per la TV analogica esistono tre standard, noti come PAL, NTSC e SÉCAM. I fondamenti di PAL e NTSC sono molto simili: una sottoportante modulata QAM (Quadrature Amplitude Modulation) che trasporta l'informazione sulla crominanza è aggiunta al segnale video che trasporta la luminanza a formare un segnale CVBS (Composite Video Baseband Signal). D'altra parte il SECAM utilizza uno schema a modulazione di frequenza sulla suo sottoportante per il colore. Il PAL si differenzia dall'NTSC per il fatto che la fase delle componenti dei colori del segnale video è rovesciata allo scopo di correggere gli errori di fase. Per la trasmissione radio, l'ostacolo principale all'adozione degli standard digitali sta nel fatto che i ricevitori digitali hanno un costo ancora diverse volte superiore a quello dei ricevitori analogici.
Il passaggio alle tecnologie digitali in ambito telefonia mobile si è avuto invece con la tecnologia del 2G.

## Telecomunicazioni e società
Le telecomunicazioni sono una parte importante di numerose società moderne. L'esistenza di una buona infrastruttura di telecomunicazioni è largamente riconosciuta come un successo importante di un paese, sia a livello microeconomico che macroeconomico. L'importanza delle infrastrutture di telecomunicazioni è divenuta talmente cruciale e strategica che molti attuali sistemi di telecomunicazioni (dalle reti ai sistemi di radiocomunicazioni) sono spesso soggetti a ridondanza nel dimensionamento delle loro risorse trasmissive, di elaborazione e di memorizzazione aumentandone robustezza e tolleranza ad eventuali guasti/malfunzionamenti ed evitando così il più possibile disservizi verso gli utenti.

### Microeconomico
A livello microeconomico, numerose compagnie hanno sfruttato le telecomunicazioni per costruire imperi economici, come è evidente ad esempio nel caso del portale di vendita (e-commerce) su Internet Amazon.com, ma gli osservatori hanno notato che anche catene tradizionali, come Wal-Mart o Ikea hanno tratto benefici dal possedere una rete di telecomunicazioni superiore a quella dei loro concorrenti. Nella moderna società occidentale, l'utilizzo delle telecomunicazioni è fondamentale anche nelle attività di tutti i giorni, come ad esempio prenotare una pizza per telefono o chiamare l'idraulico. Anche comunità relativamente povere, ricorrono oggi alle telecomunicazioni per migliorare la loro vita quotidiana. Nel distretto di Narsingdi, in Bangladesh, gli abitanti di villaggi isolati utilizzano i telefoni cellulari per parlare direttamente con i grossisti ed ottenere prezzi migliori per le loro merci. In Costa d'Avorio i coltivatori di caffè utilizzano telefoni cellulari in comune per seguire le variazioni orarie del prezzo del caffè e vendere al prezzo migliore.

### Macroeconomico
A livello macroeconomico, nel 2001 Lars-Hendrik Röller e Leonard Waverman hanno suggerito l'esistenza di un legame causale tra l'esistenza di una buona infrastruttura di telecomunicazioni e crescita economica. Pochi ormai negano l'esistenza di questo legame, anche se alcuni non concordano sulla sua natura causale. Tuttavia il fatto che le economie traggano benefici da una buona infrastruttura di telecomunicazioni è innegabile e per tale motivo è sempre maggiore la preoccupazione per il cosiddetto divario digitale.
Questa preoccupazione deriva dal fatto che l'accesso ai mezzi di telecomunicazione non è ugualmente suddiviso tra la popolazione mondiale. Una ricerca del 2003 a cura dell'International Telecommunication Union (ITU) ha rivelato che circa un terzo delle nazioni ha meno di un abbonato alla telefonia cellulare per ogni 20 abitanti e circa un terzo delle nazioni ha meno di un abbonato alla rete fissa ogni 20 abitanti. Per quanto riguarda l'accesso Internet, circa metà delle nazioni ha meno di una persona su 20 che goda di un accesso ad Internet. Da queste informazioni e da dati provenienti dalle scuole, l'ITU ha compilato l'"Indice di Accesso Digitale" (Digital Access Index), che misura la capacità totale di un cittadino di accedere ed usare le tecnologie dell'informazione e della comunicazione. Utilizzando questo parametro, nazioni come la Svezia, la Danimarca e l'Islanda ricevono il voto più alto, mentre al fondo classifica si piazzano paesi africani come il Niger, il Burkina Faso ed il Mali.
A cavallo degli anni 2000 col nascere della New Economy si è però assistito a fenomeni di speculazione economica nell'ambito delle telecomunicazioni e in generale dell'ICT che hanno portato allo scoppio della cosiddetta bolla speculativa delle dot-com.
In Italia, il flusso di cassa degli operatori tlc si è ridotto dai 10.5 miliardi di euro del 2010 ad 1 mld nel 2021.

## Enti regolatori

### Organismi internazionali
A livello internazionale partecipano alla stesura degli standard tecnici e normativi (direttive) delle telecomunicazioni diversi enti internazionali tra i quali si ricordano:
- l'International Organization for Standardization (ISO);
- l'International Telecommunication Union (ITU);
- la Conferenza Europea delle amministrazioni delle Poste e delle Telecomunicazioni (CEPT);
- lo European Telecommunications Standards Institute (ETSI);
- l'Internet Engineering Task Force (IETF);
- l'Institute of Electrical and Electronics Engineers (IEEE).

### In Italia
In Italia l'Istituto Superiore per le Comunicazioni e le Tecnologie dell'Informazione (ISTICOM), compreso all'interno del Ministero dello sviluppo economico, l'Autorità per le Garanzie nelle Comunicazioni (AGCOM) e i vari enti delegati a livello regionale (Corecom) si occupano di supervisionare il mondo ed il mercato delle Telecomunicazioni secondo le direttive giuridiche ed economiche da essi imposti con poteri sanzionatori oltre che deliberativi.